# Паше-Озерский, Николай Николаевич
Николай Николаевич Паше-Озерский (23 марта (4 апреля) 1889 года, Млава, Плоцка губерния, Царство Польское, Российская империя, ныне — Мазовецкое воеводство, Польша — 1962 год, Воронеж, СССР) — российский и советский учёный-правовед, доктор юридических наук, профессор, специалист в области уголовного права, ректор Львовского государственного университета (1944).

## Биография
В 1907 году окончил с золотой медалью Радомскую гимназию. В 1907—1911 годах учился на юридическом факультете Киевского университета Святого Владимира и окончил его с серебряной медалью. С осени 1911 по 15 декабря 1913 — профессорский стипендиат по кафедре уголовного права, уголовного судоустройства и судопроизводства Киевского университета. С 1 декабря 1914 до лета 1919 года преподавал уголовное право в Киевском университете. На разных должностях читал уголовное право на Киевских высших женских курсах (1915—1919). Был приват-доцентом (1916—1919) и экстраординарным профессором Киевского юридического института. В 1918 году защитил в Университете Св. Владимира в качестве магистерской диссертации свою монографию «Реабилитация осужденного». В марте 1919 года был избран профессором кафедры уголовного права того же университета.
С 1919 по 1921 год преподавал уголовное право на юридическом факультете Таврического университета и в Севастопольском юридическом институте.
С 1921 по 1939 годы работал в Киеве: был приват-доцентом (1915—1919) и экстраординарным профессором Киевского коммерческого института (1919), заведовал кафедрой уголовного права и уголовного процесса Киевского института народного хозяйства (1922—1931). По совместительству в 1924—1933 годах преподавал уголовное право на Киевских юридических курсах НКЮ УССР и занимал должность заместителя директора по учебной работе в этом же учебном заведении. Работал также старшим преподавателем Всеукраинской школы рабоче-крестьянской милиции (1926—1933 1937—1940), был профессором, заведующим кафедрой уголовного права КГУ имени Тараса Шевченко.
В 1933—1935 годах М. М. Паше-Озерский занимал должность научного сотрудника Центра научно-исследовательской станции судебной медицины (по другим данным — должность профессора Всеукраинского НИИ охраны здоровья).
С 1928 по февраль 1934 года под руководством И. А. Малиновского вёл научную работу в Секции уголовного права Комиссии для изучения советского права ВУАН.
В 1937—1940 годах — профессор, заведующий кафедрой уголовного права КГУ имени Тараса Шевченко.
С 1940 года — в Львове. Читал курс лекций по уголовному праву на юридическом факультете Львовского государственного университета.
Во время немецкой оккупации М. Паше-Озерский оставался во Львове. Был советником Украинского центрального комитета, внештатным сотрудником Львовской нотариальной палаты и торговал канцелярскими товарами на рынке. Входил в состав терминологической комиссии при издательстве УКЦ. Под редакцией Паше-Озерского вышли переводы УК и УПК Польши, которые применялись немцами в судах (по воспоминаниям сотрудника Львовского университета Николая Бараболяка).
После восстановления советской власти в послевоенном Львове, Паше-Озерского назначают временно исполняющим обязанности ректора Львовского государственного университета имени Ивана Франко (с 1 августа 1944 по 27/28 октября 1944). С 28 октября 1944 года он снова профессор кафедры уголовного права в Университете.
24 апреля 1945 года был арестован НКВД, впоследствии его этапируют к месту предварительного заключения в Киев, где содержат по обвинению в сотрудничестве с немецкими оккупационными властями во Львове. Однако 8 июня 1946 Паше-Озерский был освобождён из-под стражи, а 12 июня 1946 уголовное дело против него было закрыто. Впоследствии был восстановлен в должности профессора кафедры уголовного права Львовского государственного университета имени Ивана Франко, но уже 3 мая 1948 года уволен из Университета и отправлен в распоряжение Управления высшей школы при Совете Министров УССР. Затем Н. Н. Паше-Озерский жил и работал в РСФСР.
В 1949—1960 годах — профессор кафедры уголовного права и процесса Ростовского государственного университета. В 1954 году в Московском государственном юридическом институте (ныне — Московская государственная юридическая академия имени А. А. Кутафина) им защищена докторская диссертация на тему «Обстоятельства, исключающие ответственность по советскому уголовному праву».
В 1960—1962 годах — профессор кафедры уголовного права и процесса юридического факультета Воронежского государственного университета. Точная дата смерти М. М. Паше-Озерского неизвестна; по одним данным это февраль 1962, а по другим — не раньше первой декады марта 1962.

## Научные труды
- «Карательный механизм Уголовного Уложения 1903 г .» (Киев, 1911),
- «Об „опасном состоянии“ личности преступника» (Киев, 1913),
- «О предании суду» (Киев, 1916),
- «Судоустройство. Ч. I» (Киев, 1917),
- «Об уголовной ответственности нотариусов» (Киев, 1918).
- Несколько замечаний по поводу проекта УК РСФСР 1925 года / Проф. Н. Н. Паше-Озерский // Вестник Советской Юстиции. — Харьков, 1926. — № 4 (15 февраля). — С. 143—146.
- «По тюрьмам Западной Европы. По личным впечатлениям 1928—1929 гг.» (Харьков : Юриздат НКЮ УССР, 1930)